# Rückkehrzentrum Bürglkopf

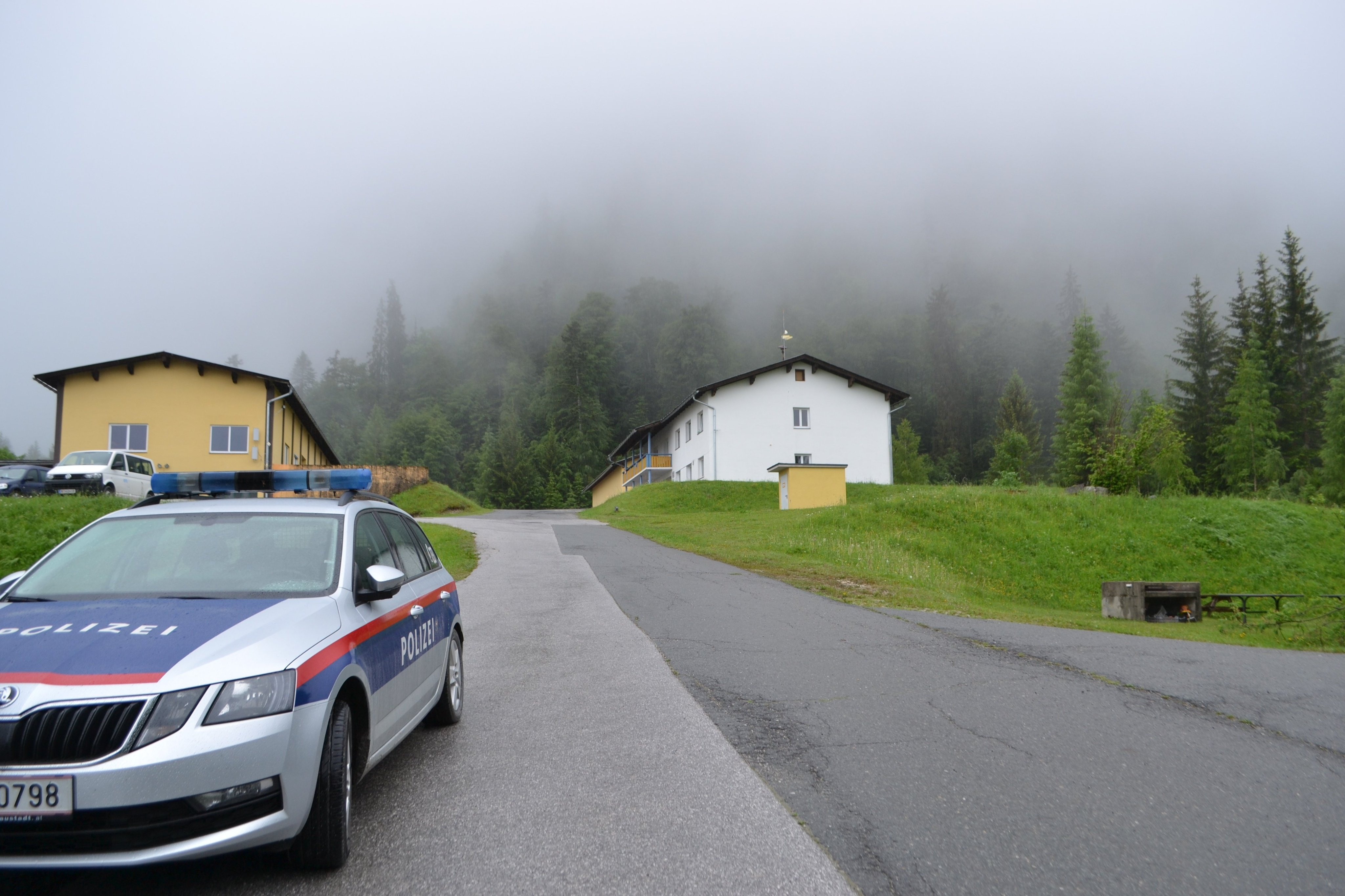
Rückkehrzentrum Bürglkopf in Fieberbrunn

Das Rückkehrzentrum Bürglkopf steht in der Marktgemeinde Fieberbrunn im Bezirk Kitzbühel im Bundesland Tirol. Die Einrichtung des Bundesministeriums für Inneres (BMI) verfolgt das Ziel, Geflüchtete mit negativem Asylbescheid, die nicht zum Zwecke der Abschiebung inhaftiert werden dürfen, von der Gesellschaft abzuschotten und sie so zur freiwilligen Rückkehr zu bewegen.

## Rückkehrzentren
Die dortige Unterbringung soll nach Angaben des Bundesministeriums für Inneres „einer geplanten Außerlandesbringung, aber auch zur Optimierung und Steigerung der Bereitschaft zu einer eventuell freiwilligen Ausreise“ dienen. Die Einrichtung stellt dabei sowohl eine Rückkehrberatungseinrichtung als auch eine Betreuungsstelle für Personen im Asylverfahren dar. Neben der Einrichtung am Bürglkopf in Tirol existieren auch im Niederösterreichischen Schwechat sowie im Oberösterreichischen Bad Kreuzen zwei weitere Rückkehrzentren. Letzteres wurde neu eingerichtet, nachdem die Einrichtung am Bürglkopf durch einen Hungerstreik der dort untergebrachten Geflüchteten im Juni 2019 in die Kritik geraten war.

## Geschichte
Das Rückkehrzentrum am Bürglkopf befindet sich auf dem Gelände ehemaliger Betriebsanlagen eines stillgelegten Magnesit-Tagebaus. Der Mineralienatlas bezeichnet das Gelände als Hochplateau Ofenberg. Vom Bergbau am Gipfel des Bürglkopfs führt ein Förderstollen zum heutigen Rückkehrzentrum Bürglkopf, von wo aus wiederum das Magnesit mit einer 4 km langen Materialseilbahn zum Magnesitwerk Hochfilzen transportiert wurde. Auf dem heutigen Gelände befinden sich demnach ein ehemaliges Zechenhaus sowie ein Knappenhaus, wobei letzteres eines der beiden Gebäude ist, in denen heute Geflüchtete untergebracht werden.
Die Betriebsgebäude und Arbeiterwohnhäuser wurden ab 1957 erbaut und hierzu mit einer eigenen Fahrstraße erschlossen. 1972 wurde der Magnesitabbau im „Revier Bürgl“ eingestellt.
Laut einer parlamentarischen Anfrage an das Bundesministerium für Inneres aus dem Jahr 2009 hat das Land Tirol die ehemaligen Arbeiterunterkünfte der Magnesitwerke Hochfilzen seit 1993 zur Unterbringung Geflüchteter angemietet. Bereits in diesem Dokument (aus dem Jahr 2009) wird auf die besonders abgeschiedene Lage der Unterkunft und die damit einhergehenden langen Anfahrtswege sowie die hohen Restaurierungs- und Instandhaltungskosten aufmerksam gemacht. Zum Zeitpunkt dieser Anfrage wurde die Unterkunft noch vom Land Tirol betrieben und als reguläre Flüchtlingsunterkunft genutzt.
Gemäß einer weiteren Anfrage und deren Beantwortung durch das BMI wird die Unterkunft seit 1. Juli 2014 als Bundesbetreuungsstelle geführt. Die Leitung obliegt seitdem also nicht mehr dem Land Tirol, sondern dem Bund bzw. dem BMI. In dieser Anfrage wird ein rassistischer Vorfall erwähnt, bei dem vier Männer im Jahr 2014 Knallkörper gegen die Unterkunft warfen und rassistische Parolen riefen. Medienberichten zufolge seien sogar Schüsse gefallen. Die Geflüchteten befanden sich zum Zeitpunkt der Anfragenbeantwortung (Juli 2015) durchschnittlich 22 Tage in der Unterkunft; Bürglkopf wurde hier also als Art Verteilerzentrum für Geflüchtete genutzt. Bereits zu diesem Zeitpunkt oblag die Betreuung der Einrichtung der privaten Sicherheitsfirma ORS Service GmbH, während der Verein Menschenrechte Österreich (VMÖ) die Rechtsberatung übernahm. Der VMÖ erhält direkte finanzielle Zuwendungen vom Bundesministerium für Inneres; er bietet also keine unabhängige Rechtsberatung für Geflüchtete an. So führte der VMÖ im Jahr 2015 laut Anfragenbeantwortung einmal wöchentlich eine „Go Dublin!“-Beratung für die Geflüchteten am Bürglkopf durch. Diese Beratung soll dabei „die Akzeptanz und damit Durchsetzbarkeit der Verfahren nach der Dublin-II-Verordnung unter den betroffenen Asylwerbern“ fördern und kann damit wohl als Vorläufer der späteren „Rückkehrberatung“ gelten.

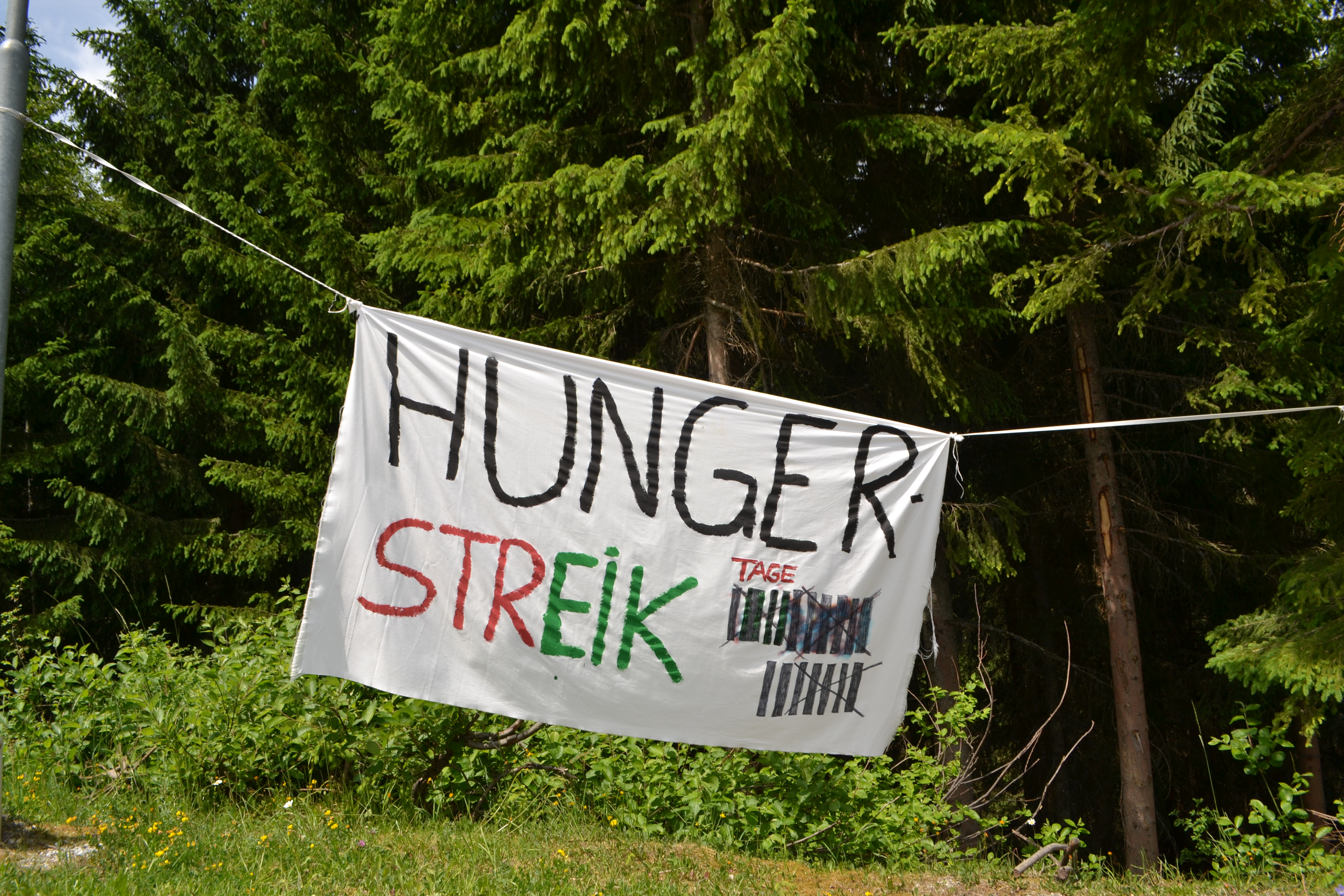
Transparent am Bürglkopf zur Zählung der Tage seit Beginn des Protest-Hungerstreiks (Juni 2019)

Seit 2017 wird die Unterkunft vom BMI nicht mehr nur als Bundesbetreuungsstelle, sondern auch als Rückkehrzentrum genutzt (in Amtssprache meist „Rückkehrberatungseinrichtung“).
Am 3. Juni 2019 begaben sich 17 Geflüchtete am Bürglkopf in den Hungerstreik, um gegen ihre dortige Unterbringung zu protestieren. Sie forderten eine Unterbringung in regulären Flüchtlingsunterkünften, die Wiederaufnahme in die (finanzielle) Grundversorgung sowie eine nochmalige Prüfung ihrer Asylanträge.